# Исабаев, Исатай Нурышевич

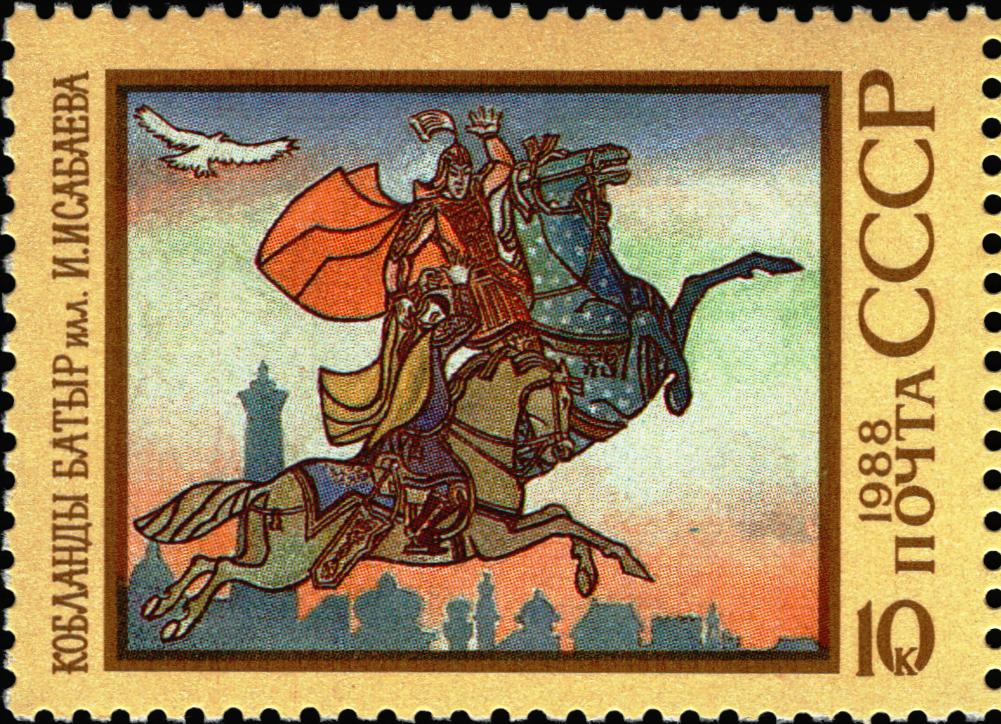
Кобланды батыр. Почтовая марка, СССР, 1888

Исата́й Нуры́шевич Исаба́ев (18 февраля 1936, Талды-Курган, Талды-Курганский район, Алматинская область, Казахская АССР, СССР — 22 апреля 2007, Алма-Ата, Казахстан) — художник-график, заслуженный деятель КССР, Республики Казахстан, лауреат независимой премии «Тарлан».

## Биография
Родился в 1936 году в г. Талды-Кургане.
В 1965 году окончил Московский полиграфический институт, где учился у Андрея Гончарова, известного графика и живописца.
В 1966—1973 годах старший преподаватель Казахского политехнического института в Алма-Ате.
В 1988 году Исатаю Исабаеву присвоено звание Заслуженный деятель искусств Казахской ССР.
В 1991 присвоено звание Заслуженный деятель Казахстана.
Принадлежит к яркой плеяде художников-шестидесятников, внесших неоценимый вклад в развитие национальной художественной школы Казахстана. Исабаев в совершенстве владел всеми видами эстампа — ксилографией, линогравюрой, офортными техниками, акватинтой, автолитографией, техникой сухой иглы, меццо-тинто и т. д. Также является автором живописных работ. Известность Исатай Исабаев приобрел как автор книжных иллюстраций и графических серий, посвященных казахскому эпосу и народному быту.
В 1991 награждён дипломом «Бехзад» за лучшую графику года (Ашхабад, Туркменистан).
В 2004 удостоен премии Тарлан «За вклад» в изобразительное искусство Казахстана.
Член союза художников СССР, союза художников Казахстана, постоянный участник республиканских и зарубежных выставок.

## Зарубежные выставки
- 1968 Югославия
- 1969 Мексика, Швеция
- 1971 Франция
- 1972 Канада, Финляндия
- 1973 Бельгия
- 1974 Дания, Польша
- 1976 Эстония, Россия
- 1977 Венгрия, Россия
- 1987 Австрия
- 1989 Россия
- 1991 США